# Limnophora geminimaculata
Limnophora geminimaculata este o specie de muște din genul Limnophora, familia Muscidae, descrisă de Fritz Isidore van Emden în anul 1965. Conform Catalogue of Life specia Limnophora geminimaculata nu are subspecii cunoscute.